# دارکوب پس‌سرطلایی
دارکوب پس‌سرطلایی (نام علمی: Melanerpes chrysauchen) نام یک گونه از سرده سیاه‌خزنده‌ها است.